# Кемпа-Подвежбянська
Кемпа-Подвежбянська (пол. Kępa Podwierzbiańska) — село в Польщі, у гміні Мацейовиці Ґарволінського повіту Мазовецького воєводства.
Населення — 27 осіб (2011).
У 1975-1998 роках село належало до Седлецького воєводства.

## Демографія
Демографічна структура станом на 31 березня 2011 року:
|          | Загалом | Допрацездатний вік | Працездатний вік | Постпрацездатний вік |
| -------- | ------- | ------------------ | ---------------- | -------------------- |
| Чоловіки | 12      | 4                  | 4                | 4                    |
| Жінки    | 15      | 4                  | 5                | 6                    |
| Разом    | 27      | 8                  | 9                | 10                   |